# 그라츠 중앙역
그라츠 중앙역(Graz Hauptbahnhof, 약칭 Graz Hbf, 종종 Graz Central Station으로 번역)은 오스트리아 슈타이어마르크주 그라츠의 주요 기차역이다. 역은 시내 중심에서 서쪽으로 약 2km 떨어져 있으며, 트램으로 연결되어 있다.
이 역은 북부의 비엔나와 남부의 슬로베니아를 연결하는 남부 철도의 주요 노드 역할을 한다. 또한 동쪽으로 헝가리를 향해 달리는 스티리아누스 동부 철도와 서쪽으로 지역 쾨플라허반의 종점이기도 하다. 앞으로 코랄름 철도는 클라겐푸르트를 통해 그라츠에서 이탈리아까지 직접 연결될 예정이다.

## 역사
1847년 이곳에 최초의 기차역이 개업했지만, 승객수가 크게 증가하면서 1871년에서 1876년 사이에 같은 장소에 더 큰 역이 건설되었다.
1945년 1876년의 대역은 연합군의 폭격으로 완전히 파괴되었다. 1956년에 현재 역의 건물 공사가 완료되었다. 역은 1950년대의 전형적인 스타일로 지어졌으며 메인 매표소는 현재 등재된 건물이다.
2001년에 역은 승강장과 작은 쇼핑몰에 에스컬레이터를 통합하기 위해 현대화되고 부분적으로 재건되었다.

## 프로젝트 Hauptbahnhof 2020
2010년 이후로 역이 국제 교통 허브로서의 새로운 역할을 준비하고 증가하는 국가 및 지역 교통에 대처하기 위해 추가로 주요 건설 공사가 진행되고 있다. 코랄름 철도 건설이 완료되면 비엔나에서 이탈리아로 가는 모든 국제 교통이 그라츠를 통과하게 된다.
이러한 작업에는 모든 플랫폼의 재건 및 연장과 지역 열차를 위한 두 개의 추가 플랫폼 건설이 포함된다. 모든 플랫폼에는 새로운 현대식 지붕도 있다.
플랫폼으로 가는 2개의 발 터널 중 하나는 서쪽에서도 역에 접근할 수 있도록 Wagner Biro Straße까지 연장되었다.
Eggenberger Straße 위의 철도 다리도 추가 트랙을 위한 공간을 만들기 위해 재건되었다.
트램과 버스를 위한 새로운 지역 교통 허브가 역 앞마당과 아래에 건설되어 4개의 트램 노선을 모두 지역 지역을 통과하는 역에 연결한다. 최근까지 이 트램 라인 중 2개는 역 앞뜰에서 끝나는 반면 다른 2개는 근처 역을 통과했다. 이 문제를 해결하기 위해 역 앞뜰 아래에 새로운 지하 트램 정류장이 건설되어 4개의 트램 노선이 모두 역의 정문 바로 밖에 정차할 수 있다.

## 운행편
역에는 다음 서비스가 제공된다.
- 레일젯 : 그라츠 - 비엔나 - 브레클라프 - 브르노 - 파르두비체 - 프라하
- 유로시티 : 자그레브 - 마리보르 - 그라츠 – 비엔나